# Andornaktálya megállóhely
Andornaktálya megállóhely egy Heves vármegyei vasúti megállóhely Andornaktálya településen, a MÁV üzemeltetésében. A belterület középső-nyugati részén helyezkedik el, a községen végighúzódó 2501-es út felől egy önkormányzati úton (Alkotmány utca) közelíthető meg.

## Vasútvonalak
A megállóhelyet az alábbi vasútvonalak érintik:
- Füzesabony–Putnok-vasútvonal

## Kapcsolódó állomások
A megállóhelyhez az alábbi állomások vannak a legközelebb:
- Maklár vasútállomás (Füzesabony vasútállomás, Füzesabony–Putnok-vasútvonal)
- Eger vasútállomás (Eger vasútállomás, Füzesabony–Putnok-vasútvonal)

## Forgalom
| Járat            | Útvonal | Gyakoriság       |
| ---------------- | --- | ---------------- |
| személyvonat     | Füzesabony – Maklár – Andornaktálya – Eger | Napi 5-7 pár     |
| személyvonat     | Hatvan – Vámosgyörk – Adács – Karácsond – Ludas – Nagyút – Kál-Kápolna – Füzesabony (→ Maklár → Andornaktálya → Eger)                                                                  | Napi 1 Eger felé |
| Agria InterRégió | Budapest-Keleti – Gödöllő – Máriabesnyő – Bag – Aszód – Tura – Hatvan – Vámosgyörk – (Adács – Karácsond – Ludas – Nagyút –) Kál-Kápolna – Füzesabony – Maklár – (Andornaktálya →) Eger | Napi 1 Eger felé |